# Clos-Fontaine
Clos-Fontaine és un municipi de França, situat al departament del Sena i Marne i a la regió d'Illa de França. L'any 2019 tenia 248 habitants.
Forma part del cantó de Nangis, del districte de Provins i de la Comunitat de comunes de la Brie Nangissienne. Té una escola elemental integrada dins d'un grup escolar amb les comunes properes.

## Demografia
El 2007 tenia 250 habitants i hi havia 94 famílies. Hi havia 98 habitatges, 89 eren habitatges principals, 5 segones residències i 4 desocupats. La població ha evolucionat segons el següent gràfic:

## Economia
El 2007 la població en edat de treballar era de 197 persones, 144 eren actives i 53 eren inactives. Hi havia principalment empreses de serveis de proximitat. L'any 2000 hi havia cinc explotacions agrícoles.

## Fills il·lustres
- Louis Carré (1663-1711), matemàtic